# Hilobothea caracensis
Hilobothea caracensis är en skalbaggsart som beskrevs av Monné och Martins 1979. Hilobothea caracensis ingår i släktet Hilobothea och familjen långhorningar. Inga underarter finns listade i Catalogue of Life.